# Misa castellana
La Misa castellana es un conjunto de cantos que se usan en algunas misas privadas de Castilla y León.

## Historia
Con el fin de la misa en latín con el Concilio Vaticano II, se fueron introduciendo cantos en castellano, con una música fruto de la tradición popular de cada tierra y una letra religiosa.
En este contexto, José Manuel Calzada, un sacerdote jesuita de Valladolid, escribió los textos de la denominada Misa castellana en 1978 con el trasfondo de la lucha obrera, mientras que la música fue adaptada en la Iglesia de la Pilarica (Valladolid), bajo la dirección de José Manuel Calzada, basándose en las tradiciones musicales regionales de Castilla y León.
En 1980 se realizó la grabación en casete, en una emisión limitada a 500 unidades, por miembros de los grupos La Bazanca y La Solanilla. 
En 1981 se grabó en CD, y desde entonces se fue extendiendo por Castilla y León, siendo usada en misas, actos y ceremonias privadas, ceremonias de cofradías, hermandades, bodas, etc., al no contar con la autorización de la Iglesia católica para usarse en misas comunes.

## Canciones
Consta de las canciones: Canto de Entrada; Señor, Ten Piedad; Gloria; Credo; Ofertorio; Santo; Padre Nuestro; Cordero de Dios; Canto de Comunión y Canto de Despedida.